# 12513 Niven
12513 Niven eller 1998 HC20 är en asteroid i huvudbältet som upptäcktes den 27 april 1998 av den italiensk-amerikanske astronomen Paul G. Comba vid Prescott-observatoriet. Den är uppkallad efter matematikern Ivan M. Niven.
Asteroiden har en diameter på ungefär 2 kilometer.